# رولف فوتريخ
رولف فوتريخ هو لاعب كرة قدم سويسري في مركز الوسط، ولد في 4 سبتمبر 1938 في سويسرا، وتوفي في 1 يونيو 2004. شارك مع منتخب سويسرا لكرة القدم. أما مع النوادي، فقد لعب مع نادي زيورخ ونادي سيرفيت ونادي غراسهوبر زيوريخ ونادي لوزيرن ونادي نورنبرغ ويانغ بويز.

## وصلات خارجية
- رولف فوتريخ على موقع الاتحاد الدولي (مؤرشف)  (الإنجليزية)
- رولف فوتريخ على موقع قاعدة بيانات كرة القدم.إي يو (الإنجليزية)
- رولف فوتريخ على موقع بيانات كرة القدم. دي إي (الألمانية)
- رولف فوتريخ على موقع ناشيونال فوتبول تيمز (الإنجليزية)